# 卡伦·霍金斯
卡伦·霍金斯（英語：Karen Hawkins，1957年7月20日—），美国女子田径运动员，主攻短跑。她曾代表美国参加1979年泛美运动会田径比赛，获得女子4×100米接力金牌。